# Odvodňovací ventil
Odvodňovací ventil je zvlášť ovládaný ventil, namontovaný na nejnižší místo  válce parního stroje. Slouží k odvádění zkondenzované vody.
Ve studeném válci parního stroje kondenzuje přiváděná pára na vodu. Pokud by se ve válci shromáždilo větší množství prakticky nestlačitelné vody, mohl by při pohybu stroje píst rozbít víko válce. Proto obsluha musí nechat tento ventil při rozběhu studeného stroje otevřený, aby mohla nashromážděná voda unikat.
Odvodňovací ventily vícečinných strojů jsou obvykle propojeny pákovým mechanismem a ovládány společně.